# Leptopelis hyloides
Leptopelis hyloides es una especie de anfibios de la familia Arthroleptidae.
Habita en Costa de Marfil, Ghana, Guinea, Liberia, Nigeria, Sierra Leona y Togo.
Su hábitat natural incluye bosques tropicales o subtropicales secos, bosques tropicales o subtropicales secos y a baja altitud, sabanas húmedas, marismas de agua fresca, jardines rurales y zonas previamente boscosas muy degradadas.